# سیارک ۴۰۷۵
سیارک ۴۰۷۵ (به انگلیسی: 4075 Sviridov، نامگذاری:1982TL1) چهار هزار و هفتاد و پنجمین سیارک کشف شده‌است که در ۱۴ اکتبر ۱۹۸۲ کشف شد.
قدر مطلق سیارک برابر ۱۲٫۲۰ است.